# Fusarium concolor
Fusarium concolor är en svampart som beskrevs av Reinking 1934. Fusarium concolor ingår i släktet Fusarium och familjen Nectriaceae.   Inga underarter finns listade i Catalogue of Life.